# Tadasuni
Tadasuni (sardinski: Tadasùne) je grad i općina (comune) u pokrajini Oristanu u regiji Sardiniji, Italija. Nalazi se na nadmorskoj visini od 180 metara i ima 152 stanovnika.
 Prostire se na 5,09 km². Gustoća naseljenosti je 30 st/km².
Susjedne općine su: Ardauli, Boroneddu, Ghilarza i Sorradile.